# かがやけ! ミラクルボーイズ
『かがやけ！ミラクルボーイズ』は、2022年1月からテレビ神奈川（tvk、神奈川ローカル）にて毎週木曜0:00-0:30（水曜深夜）に放送されているバラエティ番組。かが屋の地上波テレビ初冠番組。2024年3月21日をもって終了する(番組表より確認)。

## 概要
かが屋の2人と芸人仲間が、架空のキャラクターになりすまし、関東近郊の様々な街を巡るロケバラエティ。テレビ神奈川で毎週水曜24時から放送されるほか、TVerで見逃し配信される。
神奈川県内の知られざるディープなおすすめスポットを紹介していく街ブラ番組として、2022年1月20日より毎週金曜0:30-1:00（木曜深夜）でスタート。かが屋の2人が大人気YouTuber「ミラクルボーイズ」になりきり、ミラクルダイス（サイコロ）で決定したお小遣い （2000円～10000円）を基に街を巡るという番組スタイルだった。
2022年6月23日放送回ではミラクルボーイズの友人として、ザ・マミィがラップユニットのYBS（横浜ビーチサイダーズ）として登場。番組初の芸人ゲストとして彼らが出演したことを皮切りに、徐々にサイコロ制度が廃止され、かが屋扮するミラクルボーイズ＋架空のキャラクターに扮するゲスト芸人という番組スタイルが定着した。
2023年4月19日より毎週木曜0:00-0:30（水曜深夜）に放送時間が繰り上がり、かが屋の2人もミラクルボーイズ以外の架空のキャラクターに変化する演出となっている。
「かが屋の魅力」を最大限に引き出した番組と評されたり、有吉弘行や杉浦友紀、でか美ちゃんといった面々が番組を視聴していたりと、業界内にも一定の評価がある。

## 出演者

### レギュラー
- かが屋（加賀翔、賀屋壮也）

### ゲスト
- 関取花
- サイプレス上野
- 星名美怜、桜木心菜（私立恵比寿中学）
- ザ・マミィ
- 真空ジェシカ
- トム・ブラウン
- 四千頭身
- 男性ブランコ
- ランジャタイ
- 空気階段
- ジェラードン
- 堀内健（ネプチューン）
- ネルソンズ
- ヨネダ2000
- レインボー

### ナレーション
- 相沢梨紗（でんぱ組.inc）

## 主なキャラクター
- ミラクルボーイズ（かが屋）
  - バビロンこと吉田裕太（賀屋）とショウちんこと松永翔太郎（加賀）の2名で構成された総再生回数1億回を超える大人気YouTuber。通称：ミラボ。
  - 2人ともにお笑いが大好きで、往年のバラエティ番組に強い憧れを持つ。
  - 「一生中学生！一生休み時間！」をコンセプトにどんなことでも全力でふざける企画が魅力。
  - ショウちんは真面目・ピュアで明るくテンションが高い一方、繊細で傷つきやすい一面も持つ。
  - バビロンはまっすぐで迷いのないショウちんへの憧れとライバル心も併せ持つ、ピュアな田舎者でちょっと天然。
  - 彼らの女性ファンはミラクルガールズ[5]と呼ばれる。

- 横浜ビーチサイダーズ（ザ・マミィ）
  - MC浜（酒井）とTSUMA咲（林田）のヒップホップユニット。通称：YBS。
  - 神奈川県横浜市を拠点に活動しており、結成4年目。
  - MC浜は据え置きシーシャを持ち歩く愛煙家。「嬉シーシャ」という持ちギャグがある。
  - TSUMA咲はショウちんと深い仲で、ショウちんが体調を崩した時におかゆを自宅に持って行く。
- 日本の縮図（トム・ブラウン）
  - 神奈川で活躍するインディーズプロレスラーコンビ。破可虎（みちお）とがいる（布川）通称：日縮。
  - 破可虎は76歳の現役女子プロレスラーで、相方のがいるは12歳のひ孫。
  - 破可虎は大学院卒業後に道化師になり、56歳からプロレスラーになった。
  - 決め台詞は「がいるが、いる」。
- ゴング（四千頭身）
  - 人気急上昇中の神奈川出身不良系YouTuber。
  - 「BreakingDown」に参加して知り合った藤本タツキ（都築）と小池百合夫（後藤）、東雲ルイ（石橋）の3人で構成される。
- ホワイトライス（男性ブランコ）
  - アウトレット純（浦井）と芯（平井）のコンテンポラリーダンスユニット。
  - 神の言葉を体で表現するコンテンポラリーダンサー。
  - アウトレット純は自動車教習の予定がありロケを早退した。
  - 危ない音符を運ぶダンスでD-1グランプリ2022で好成績を収めた。
- ま～がるばちょ（ランジャタイ）
  - ま～がる（国崎）とばちょ（伊藤）の2人組スーパースペクタクルパントマイマー。
  - 特技は「サイレント喋り」と「サイレント動き」。

- マジでともだち（レインボー）
  - さゆり（ジャンボ）とあいり（池田）によるYoutuber。
  - 普段は会社勤めの一般人だが「木曜から夜ふかし」出演をきっかけにTikTokでも大バスリ中。
  - 芸人と深い交流があり、あいりは四ッ谷のバーでパンサーの菅に口説かれた。さゆりは8.6秒バズーカーのタナカシングルとの因縁がある。

## 放送リスト

### 2022年
| 放送回 | 放送日（tvk） | タイトル                                   | ゲスト                               |
| ------ | ------------- | ------------------------------------------ | ------------------------------------ |
| 第1回  | 1月20日       | テレビ局社長の洗礼                         |                                      |
| 第2回  | 1月27日       | 唐揚げとハトとかりんとう                   |                                      |
| 第3回  | 2月3日        | 綺麗すぎてダメかも                         |                                      |
| 第4回  | 2月10日       | お金の使い方がわからない                   |                                      |
| 第5回  | 2月17日       | バッティング1本勝負                        |                                      |
| 第6回  | 2月24日       | 喧嘩ナポリタン                             |                                      |
| 第7回  | 3月3日        | 卓球は笑顔                                 |                                      |
| 第8回  | 3月10日       | ただただ楽しんじゃった                     |                                      |
| 第9回  | 3月17日       | 大和市に世界的マジシャンがいたSP           |                                      |
| 第10回 | 3月24日       | TVチャンピオンじゃん                       |                                      |
| 第11回 | 3月31日       | tvkですが占ってもらっていいですか？        |                                      |
| 第12回 | 4月7日        | 関取さんとの江の島ロケ、楽しすぎ           | 関取花                               |
| 第13回 | 4月14日       | 神社で健康！海で青春！かき氷で女子会！     | 関取花                               |
| 第14回 | 4月21日       | ととのいました                             |                                      |
| 第15回 | 4月28日       | 新激戦区！上大岡ラーメンSP                 |                                      |
| 第16回 | 5月5日        | 新激戦区！上大岡ラーメンSP～完結編～       |                                      |
| 第17回 | 5月12日       | 戸塚のホスピタリティがスゴい               | サイプレス上野                       |
| 第18回 | 5月19日       | 戸塚が大好きになっちゃった                 | サイプレス上野                       |
| 第19回 | 5月26日       | 最高のミラボソング＆ど緊張のイベント初出演 | サイプレス上野                       |
| 第20回 | 6月2日        | 海老名のいちごでミラクル青空レストラン     |                                      |
| 第21回 | 6月9日        | 心霊ロケ                                   |                                      |
| 第22回 | 6月16日       | 三崎マグロ美味すぎてダメになっちゃう       |                                      |
| 第23回 | 6月23日       | ミラボの友達！YBS登場！                    | ザ・マミィ                           |
| 第24回 | 6月30日       | ミラボvsYBS絶対に負けられない戦い          | ザ・マミィ                           |
| 第25回 | 7月7日        | 今回は特別編！かが屋×ザ・マミィの飲み会SP! | ザ・マミィ                           |
| 第26回 | 7月14日       | 真空ジェシカが地元でボケまくり             | 真空ジェシカ                         |
| 第27回 | 7月21日       | 真空ジェシカ川北ワールド全開               | 真空ジェシカ                         |
| 第28回 | 7月28日       | 葉山で贅沢！夏休み満喫SP                   |                                      |
| 第29回 | 8月4日        | 夏休み満喫SP葉山のグルメ堪能編             |                                      |
| 第30回 | 8月11日       | 横須賀に「日本の縮図」が襲来！             | トム・ブラウン                       |
| 第31回 | 8月18日       | テレビでがっつりシーシャ体験               | トム・ブラウン                       |
| 第32回 | 8月25日       | 子ども泣かせコンビ                         | トム・ブラウン                       |
| 第33回 | 9月1日        | 目指せ胸キュン！アイドルとWデート          | 星名美怜、桜木心菜（私立恵比寿中学） |
| 第34回 | 9月8日        | 胸キュンされたカッコいい男はどっち？       | 星名美怜、桜木心菜（私立恵比寿中学） |
| 第35回 | 9月15日       | プロレス道場入門で運動不足解消             |                                      |
| 第36回 | 9月22日       | キャンプの買い出しって超楽しい             | ザ・マミィ                           |
| 第37回 | 9月29日       | 今までの何より美味しいBBQ                  | ザ・マミィ                           |
| 第38回 | 10月6日       | サウナ！花火！スイカ！ギター！             | ザ・マミィ                           |
| 第39回 | 10月13日      | かが屋×四千頭身キャラロケで一触即発！？    | 四千頭身                             |
| 第40回 | 10月20日      | 足が速い男はカッコいい                     | 四千頭身                             |
| 第41回 | 10月27日      | 変なチキンレースと変な暴露合戦             | 四千頭身                             |
| 第42回 | 11月3日       | 全国レベルの即興演劇に感動                 |                                      |
| 第43回 | 11月10日      | 学校へ行こう！に憧れて                     |                                      |
| 第44回 | 11月17日      | 町中華の聖地！大船チャーハンSP             |                                      |
| 第45回 | 11月24日      | 町中華の聖地！大船チャーハンSP～完結編～   |                                      |
| 第46回 | 12月1日       | コンテンポラリーの世界へようこそ           | 男性ブランコ                         |
| 第47回 | 12月8日       | 自己中で優柔不断で甘えんぼ                 | 男性ブランコ                         |
| 第48回 | 12月15日      | 純さん帰ってきてくれないかな               | 男性ブランコ                         |
| 第49回 | 12月22日      | 聞こえましたか？                           |                                      |
| 第50回 | 1月12日       | 壁を登っているかのように                   | ランジャタイ                         |
| 第51回 | 1月19日       | まるでランジャタイとかかが屋のように       | ランジャタイ                         |
| 第52回 | 1月26日       | トランポリンに勝っただけで！？             |                                      |
| 第53回 | 2月2日        | 強い男は誰？ミラクルファイトクラブ         | 空気階段                             |
| 第54回 | 2月9日        | 知らないおじさん信じちゃダメ               | 空気階段                             |
| 第55回 | 2月16日       | ちょうど上鰻重４人分                       | 空気階段                             |
| 第56回 | 2月23日       | クイズやめれんわ！                         |                                      |
| 第57回 | 3月2日        | 悲しき天才キッズ                           | ジェラードン                         |
| 第58回 | 3月9日        | 天才キッズの新たな才能                     | ジェラードン                         |
| 第59回 | 3月16日       | ジェラードンが全滅した日                   | ジェラードン                         |
| 第60回 | 3月23日       | 2022総集編                                 |                                      |

### 2023年
| 第61回 | 4月19日  | すいませんクソ真面目で                         | 堀内健（ネプチューン） |
| 第62回 | 4月26日  | アクション演技が一番上手いのは誰？             | 堀内健（ネプチューン） |
| 第63回 | 5月3日   | ホリケンさんもホントはクソ真面目               | 堀内健（ネプチューン） |
| 第64回 | 5月10日  | クイズ研究会がピンポンでギンギン               | 男性ブランコ           |
| 第65回 | 5月17日  | 4羽のヘンテコ白鳥                              | 男性ブランコ           |
| 第66回 | 5月24日  | くだらないこと言わないの！                     | 男性ブランコ           |
| 第67回 | 5月31日  | IWGPに憧れた男たち                             | ネルソンズ             |
| 第68回 | 6月7日   | 恋する王様                                     | ネルソンズ             |
| 第69回 | 6月14日  | 王様の正体                                     | ネルソンズ             |
| 第70回 | 6月21日  | パオーン                                       | ヨネダ2000             |
| 第71回 | 6月28日  | 催眠術                                         | ヨネダ2000             |
| 第72回 | 7月5日   | ガチンコ大喜利対決                             | ヨネダ2000             |
| 第73回 | 7月12日  | 難キャラで事件連発                             | オズワルド             |
| 第74回 | 7月19日  | 本気で小説を執筆                               | オズワルド             |
| 第75回 | 7月26日  | レトロ銭湯満喫                                 | オズワルド             |
| 第76回 | 8月2日   | ただ笑うだけのロケ                             | 真空ジェシカ           |
| 第77回 | 8月9日   | 本気パントマイム                               | 真空ジェシカ           |
| 第78回 | 8月16日  | 鎌倉の絶品お好み焼き                           | 真空ジェシカ           |
| 第79回 | 8月23日  | 小学生とガチドッヂボール                       | 空気階段               |
| 第80回 | 8月30日  | 占いで天国と地獄                               | 空気階段               |
| 第81回 | 9月6日   | ガチンコボウリング対決                         | 空気階段               |
| 第82回 | 9月13日  | 初めての社交ダンス                             | ランジャタイ           |
| 第83回 | 9月20日  | 本気で歌う                                     | ランジャタイ           |
| 第84回 | 9月27日  | 絶品天然うなぎ                                 | ランジャタイ           |
| 第85回 | 10月4日  | 爆笑！筋トレバトルで腹筋崩壊…                  | 四千頭身               |
| 第86回 | 10月11日 | 合気道歴32年の達人と大乱闘！？                 | 四千頭身               |
| 第87回 | 10月18日 | 高級江戸前寿司争奪！男気をかけた珍ゲーム対決！ | 四千頭身               |
| 第88回 | 10月25日 | オーラ測定でストレスMAXのヤバい人が発覚！      | Aマッソ                |
| 第89回 | 11月1日  | 美味しさのフレミングや！                       | Aマッソ                |
| 第90回 | 11月8日  | Aマッソのタックルが見れるぞ！                  | Aマッソ                |
| 第91回 | 11月15日 | 女性にボフッじゃないのよ！                     | レインボー             |
| 第92回 | 11月22日 | 芸人魂                                         | レインボー             |
| 第93回 | 11月29日 | カッコいい芸人                                 | レインボー             |

## 放送局
レギュラー放送
| 放送対象地域 | 放送局                  | 系列           | 放送時間                     | 開始日       | 備考 |
| ------------ | ----------------------- | -------------- | ---------------------------- | ------------ | ---- |
| 北海道       | 北海道テレビ放送（HTB） | テレビ朝日系列 | 月曜 1:20 - 1:50（火曜深夜） | 2023年7月3日 |      |

単発放送
| 放送対象地域 | 放送局                   | 系列           | 放送時間                     | 放送日        | 備考 |
| ------------ | ------------------------ | -------------- | ---------------------------- | ------------- | ---- |
| 愛知県       | 中京テレビ放送（CTV）    | 日本テレビ系列 | 水曜 2:12 - 2:42（木曜深夜） | 2023年3月8日  |      |
| 愛知県       | 中京テレビ放送（CTV）    | 日本テレビ系列 | 水曜 2:12 - 2:42（木曜深夜） | 2023年3月15日 |      |
| 北海道       | 北海道テレビ放送（HTB）  | テレビ朝日系列 | 日曜 0:55 - 1:25（月曜深夜） | 2023年3月19日 |      |
| 北海道       | 北海道テレビ放送（HTB）  | テレビ朝日系列 | 月曜 1:55 - 2:25（火曜深夜） | 2023年3月20日 |      |
| 北海道       | 北海道テレビ放送（HTB）  | テレビ朝日系列 | 火曜 1:55 - 2:25（水曜深夜） | 2023年3月27日 |      |
| 北海道       | 北海道テレビ放送（HTB）  | テレビ朝日系列 | 月曜 2:25 - 2:55（火曜深夜） | 2023年4月3日  |      |
| 広島県       | 広島ホームテレビ（HOME） | テレビ朝日系列 | 日曜 1:30 - 2:35（月曜深夜） | 2023年9月18日 |      |

## スタッフ
- 構成：永井ふわふわ
- カメラ：日名透
- ＶＥ：久場政周
- イラスト・ロゴ：ニイルセン
- 音楽：カンケ
- アカウントプロデューサー：福原直樹
- 編成：遠藤幹彦
- 広報：杉内裕介
- ＡＤ：津田陽祐、金城佑真、鵜殿顕太朗、杉浦裕高
- ディレクター：大河原佑斗
- プロデューサー：住田崇、船田晃、松元広幸
- 制作：大谷英典
- 演出：米田唯一
- 制作協力：sukima、yell
- 制作著作：テレビ神奈川

## 漫画
完全オリジナルストーリーのコミカライズが『月刊コミックジーン』（KADOKAWA）にて、2023年10月号より2024年4月号まで連載された。原案はテレビ神奈川、漫画は砂尾が担当。
- テレビ神奈川（原案）・砂尾（漫画）『かがやけ！ミラクルボーイズ 〜始まりのキセキ〜』KADOKAWA〈MFコミックス ジーンシリーズ〉、2024年3月26日発売[9]、ISBN 978-4-04-683424-9